# Monte Carmine (Lazio)
Il monte Carmine è una delle cime dei Monti Ernici, toccando alla sua sommità i 1.050 metri. Si trova nel territorio di Acuto.